# George Steiner
George Steiner   (Neuilly-sur-Seine, 23 d'abril de 1929 - Cambridge, 3 de febrer de 2020) va ser un escriptor, crític i teòric de la literatura i la cultura i filòsof del llenguatge.

## Biografia
Nasqué el 23 d'abril de 1929 fill de pares d'origen jueu austríac. Va viure a Viena, Anglaterra i París, on va cursar els estudis secundaris al Lycée per traslladar-se, el 1940 i juntament amb la seva família, a Nova York escapant del règim nazi.
Va llicenciar-se a la Universitat de Chicago en literatura, i va aconseguir el doctorat a la Universitat d'Oxford. Després d'haver realitzat uns primers treballs durant la seva etapa universitària, el 1952 va unir-se a la redacció de la revista The Economist, a Londres. El 1956 decidí retornar als Estats Units per ingressar a l'Institute for Advanced Study de la Universitat de Princeton com a professor entre 1956 i 1958.
Després d'exercir la docència a Innsbruck i Cambridge, el 1974 va acceptar el càrrec de Professor de Literatura anglesa comparada a la Universitat de Ginebra, càrrec que va mantenir fins al 1994. També va ser docent a la Universitat Stanford i fou professor honorari del Churchill College de la Universitat de Cambridge.
El seu àmbit d'interès principal és la literatura comparada. La seva obra com a crític tendeix a l'exploració de temes culturals i filosòfics d'interès permanent, contrastant amb els corrents més actuals pels que ha transitat la major part de la crítica literària contemporània. La seva obra assagística ha exercit una important influència en el discurs intel·lectual públic dels últims anys del segle xx.
L'any 2001 fou guardonat amb el Premi Príncep d'Astúries de Comunicació i Humanitats. Col·laborava habitualment com a crític literari als diaris The New Yorker (1966-1997), The Times Literary Supplement i The Guardian.
Els darrers anys residia juntament amb la seva dona, Zara Steiner en una casa a prop de Cambridge, on va morir el dilluns 3 de febrer de 2020.

## Obra publicada[calcitació]
- Steiner, George. Tolstoy or Dostoevsky: An Essay in Contrast.  Londres: Faber and Faber, 1960. ISBN 9780571058761.
- The Death of Tragedy (1961)
- Anno Domini: Three Stories (1964)
- The Penguin Book of Modern Verse Translation (1966)
- Language and Silence: Essays 1958-1966 (1967)
- In Bluebeard's Castle: Some Notes Towards the Redefinition of Culture (1971)
- Extraterritorial: Papers on Literature and the Language Revolution (1972)
- The Sporting Scene: White Knights of Reykjavik (1973)
- After Babel: Aspect of Language and Translation (1975)
- Why English? (1975)
- Has Truth a Future? (1978)
- Heidegger (1978)
- On Difficulty and Other Essays (1978)
- The Portage to San Cristobal of A. H. (1981)
- Antigones (1984)
- George Steiner: A Reader (1984)
- A Reading Against Shakespeare (1986)
- Real Presences: Is There Anything in What We Say? (1989)Traducció catalana: Steiner, George. Presències reals.  Barcelona: Fragmenta, 2022 (Biblioteca de pensament contemporani, 5). ISBN 978-84-17796-69-3.
- Proofs and Three Parables (1992). Traducció catalana: Steiner, George. Proves i Tres paráboles.  Barcelona: Destino, 1993 (L'àncora, 58). ISBN 84-233-2311-0.
- What is Comparative Literature? (1995)
- Homer in English (1996)
- No Passion Spent: Essays 1978-1996 (1996)
- The Deeps of the Sea, and Other Fiction (1996)
- Errata: An Examined Life (1997). Traducció catalana: Steiner, George. Errata : una vida a examen.  Barcelona: Arcàdia, 2018 (Els llibres d'Arcàdia). ISBN 978-84-948205-1-9.
- Grammars of Creation (2001). Traducció catalana: Steiner, George. Gramàtiques de la creació.  BArcelona: Proa, 2002 (La mirada literària). ISBN 84-8437-180-8.
- Lessons of the Masters (2004)
- Nostalgia for the Absolute (2004)
- Paroles et silence (2004)
- The Idea of Europe (2004). Traducció catalana: Steiner, George. La idea d'Europa.  Barcelona: Arcàdia, 2004 (Lectures centrals). ISBN 84-934096-0-X.
- Ten (Possible) Reasons for the Sadness of Thought (2005). Traducció catalana: Steiner, George. Deu raons (possibles) de la tristesa del pensament.  Barcelona: Arcàdia, 2006 (Lectures Centrals). ISBN 978-84-934096-5-4.
- Remembering the Future (2008). Traducció catalana: Steiner, George. Recordar el futur.  Barcelona: Arcàdia, 2008 (Lectures centrals). ISBN 978-84-935345-4-7.
- Fragments (Somewhat Charred) (2012). Traducció catalana: Steiner, George. Fragments (d'un pergamí malmès pel foc).  Barcelona: Arcàdia, 2013 (Els llibres d'Arcàdia). ISBN 978-84-938262-3-9.
- My Unwritten Books (2008). Traducciño catalana: Steiner, George. Els llibres que no he escrit.  Barcelona: Arcàdia, 2008. ISBN 978-84-935345-2-3.
- The Poetry of Thought: From Hellenism to Celan (2011). Traducció catalana: Steiner, George. La Poesia del pensament: De l'Hel·lenisme a Celan.  Barcelona: Arcàdia, 2012. ISBN 978-84-938262-2-2.
- Tritons: The Three Languages of Man (2015). Traducció catalana: Steiner, George. Trítons: Els tres llenguatges de l'home.  Barcelona: Arcàdia, 2015. ISBN 978-84-942327-8-7. Contingut: El poder de la música (Jordi Savall); Oda a la imperfecció (Cédric Villani); Sobre la sorpresa (Adam Zagajewski).